# Knut Teodor Ström
Knut Teodor Ström är Ted Ströms självbetitlade solodebutalbum från 1973. 	
Inspelad och producerad i Europa Film studio i april 1973. Tekniker var Gert Palmcrantz, produktion Ted Ström och Gert Palmcrantz. Skivnumret är Grammofonverket EFG-7346.

## Låtlista
Sida A
1. Våra hjältar (Ström)
2. Skuggornas café (Ström)
3. Anders Jansson, nyckelbarn (text: Ström, musik: Netzler-Ström-Karlsson-Dahlbäck)
4. När vi var på hemväg (Ström)
5. Frost (Ström)

Sida B
1. Vargarna tjuter (text: Strindberg, musik: Ström)
2. Min brygga (Ström)
3. Sangria (Ström)
4. Nattens arméer (Ström)
5. Tidig morgon (Ström)

## Medverkande musiker
- Gunnar Andersson, trummor
- Erik Dahlbäck, trummor
- Björn Holmsten, saxofon, klarinett, dragspel
- Bengt Karlsson, gitarr
- Göran Lagerberg, bas
- Bosse Linné, fiol, mandolin
- Thomas Netzler, bas
- Ted Ström, sång, akustisk gitarr, piano, orgel